# Divize A 1985/1986
V soubojích 21. ročníku České divize A 1985/86 se utkalo 16 týmů dvoukolovým systémem podzim – jaro. Tento ročník začal v srpnu 1985 a skončil v červnu 1986.

## Nové týmy v sezoně 1985/86
Z 2. ligy – sk. A 1984/85 nesestoupilo do Divize A žádné mužstvo. Z krajských přeborů ročníku 1984/85 postoupila vítězná mužstva TJ Fezko Strakonice z Jihočeského krajského přeboru a TJ Jawa Metaz Týnec nad Sázavou ze Středočeského krajského přeboru. Také sem bylo přeřazeno mužstvo TJ Tatran SZ Praha z Divize B.

## Výsledná tabulka
| Poř. | Tým                             | Z  | V  | R | P  | VG | OG | B  |
| ---- | ------------------------------- | -- | -- | - | -- | -- | -- | -- |
| 1.   | TJ Slavia IPS Praha junioři     | 30 | 21 | 1 | 8  | 74 | 27 | 43 |
| 2.   | TJ Sokol Svéradice              | 30 | 15 | 9 | 6  | 58 | 32 | 39 |
| 3.   | TJ VS Tábor                     | 30 | 16 | 5 | 9  | 49 | 42 | 37 |
| 4.   | TJ Bohemians ČKD Praha junioři  | 30 | 13 | 7 | 10 | 63 | 40 | 33 |
| 5.   | VTJ Písek                       | 30 | 14 | 5 | 11 | 61 | 46 | 33 |
| 6.   | TJ Rudá hvězda Okula Nýrsko     | 30 | 12 | 8 | 10 | 44 | 34 | 32 |
| 7.   | TJ Lokomotiva Plzeň             | 30 | 12 | 6 | 12 | 52 | 49 | 30 |
| 8.   | TJ ZVVZ Milevsko                | 30 | 11 | 8 | 11 | 33 | 35 | 30 |
| 9.   | TJ Spartak Hořovice             | 30 | 10 | 9 | 11 | 32 | 41 | 29 |
| 10.  | TJ Tatran Prachatice            | 30 | 10 | 8 | 12 | 44 | 44 | 28 |
| 11.  | TJ Montáže Praha                | 30 | 10 | 7 | 13 | 39 | 53 | 27 |
| 12.  | TJ ČZ Strakonice                | 30 | 11 | 5 | 14 | 33 | 48 | 27 |
| 13.  | TJ Spartak Pelhřimov            | 30 | 13 | 6 | 11 | 54 | 43 | 26 |
| 14.  | TJ Fezko Strakonice             | 30 | 9  | 6 | 15 | 36 | 55 | 24 |
| 15.  | TJ Jawa Metaz Týnec nad Sázavou | 30 | 9  | 6 | 15 | 37 | 61 | 24 |
| 16.  | TJ Tatran SZ Praha              | 30 | 3  | 6 | 21 | 23 | 82 | 12 |

Poznámky:
- Z = Odehrané zápasy; V = Vítězství; R = Remízy; P = Prohry; VG = Vstřelené góly; OG = Obdržené góly; B = Body

- Mužstvu TJ Spartak Pelhřimov bylo odečteno 6 bodů.

|  | Postup do 3. ligy – sk. A 1986/87                |
|  | Sestup do příslušného oblastního přeboru 1986/87 |